# Lactuca sativa
Lactuca sativa, numită și salată verde sau lăptucă, este o plantă legumicolă anuală din familia Asteraceae. Cel mai adesea este cultivată pentru frunze, dar uneori și pentru tulpina și semințele sale. Salata verde este folosită îndeosebi pentru salate, deși este întâlnită și în alte tipuri de alimente, cum ar fi supe și sandvișuri, inclusiv la grătar. Un soi, Lactuca sativa var. augustana, numit și celtucă, este cultivat pentru tulpinile sale, care sunt consumate fie crude, fie fierte. Este foarte apreciată și consumată tot timpul anului, fiind crescută în sere, în special în cele hidroponice. Europa și America de Nord au dominat inițial piața de salată verde, dar până la sfârșitul secolului al XX-lea consumul de salată s-a răspândit în întreaga lume. În 2017, producția mondială de salată verde și cicoare a fost de 27 de milioane de tone, din care 56 % au provenit din China.
Salata verde a fost cultivată inițial de vechii egipteni pentru semințele sale bogate în ulei. Cu timpul, aceștia au început să o cultive și pentru frunzele sale suculente, devenind o cultură alimentară importantă. Ulterior, salata verde s-a răspândit la greci și romani. Aceștia din urmă i-au dat numele lactuca și au cultivat-o pe scara largă, în așa fel încât până în anul 50 d.Hr. era descrise deja multe soiuri de salată verde. Planta a apărut adesea în scrierile medievale, inclusiv în medicina populară. În timpul secolelor XVI-XVIII, în Europa au fost dezoltate mai mult soiuri, iar până la mijlocul secolului al XVIII-lea au fost descrise soiuri care pot fi încă găsite în grădinile moderne.
În general, cultivată ca o plantă anuală rezistentă, salata verde este ușor de cultivat, deși necesită temperaturi relativ scăzute pentru a preveni înflorirea rapidă. Poate fi afectată de numeroase deficiențe de nutrienți, precum și de mulți dăunători: mamifere, insecte, ciuperci și bacterii. L. sativa se încrucișează ușor în cadrul speciei și cu alte specii din genul Lactuca. Deși această trăsătură poate fi o problemă pentru grădinarii care încearcă să salveze semințe, biologii au folosit-o pentru a lărgi genofondul soiurilor de salată verde cultivată.
Salata verde este o sursă bogată de vitamina K și vitamina A și o sursă moderată de acid folic și fier. Salata verde contaminată este adesea o sursă de focare bacteriene, virale și parazitare la oameni, inclusiv E. coli și Salmonella.

## Taxonomie și etimologie

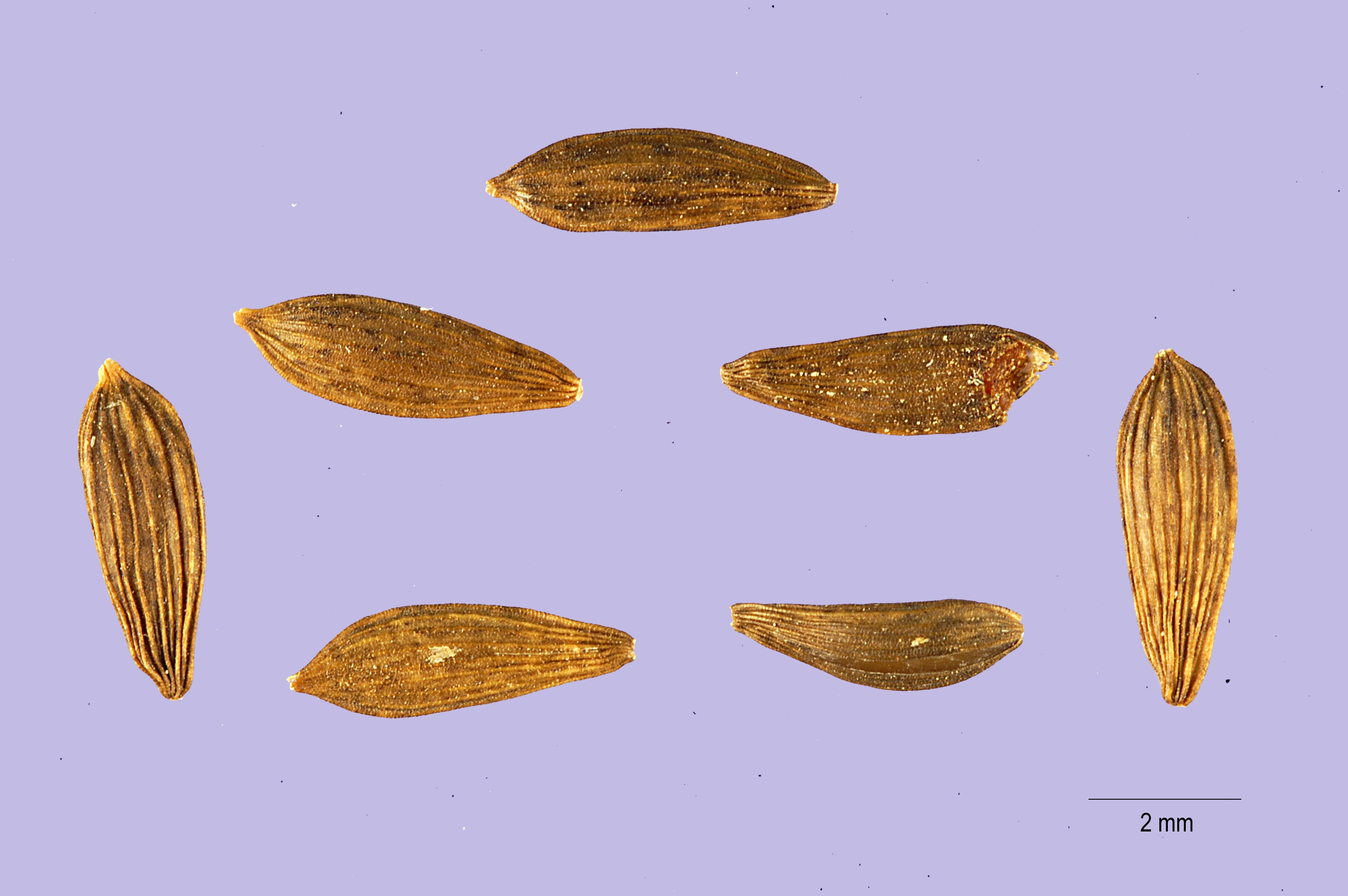
seminte de L. sativa

Lactuca sativa este un membru al genului Lactuca (salată verde) din familia Asteraceae (care include floarea soarelui și aster). Specia a fost descrisă pentru prima dată în 1753 de Carl Linnaeus în al doilea volum al lucrării Species Plantarum. Sinonime pentru L. sativa includ Lactuca scariola var. sativa, L. scariola var. integra și L. scariola var. integrifolia. L. scariola este în sine un sinonim pentru L. serriola, salata verde sălbatică. L. sativa are multe grupuri, subspecii și soiuri taxonomice identificate. Salata verde este strâns înrudită cu mai multe specii de Lactuca din sud-vestul Asiei, cea mai apropiată fiind L. serriola, o buruiană agresivă comună în zonele temperate și subtropicale ale lumii.
Romanii se refereau la salată ca lactuca (lac însemnând „lactate” în latină), o aluzie la substanța albă, latexul, emanată de tulpinile tăiate. Numele Lactuca a devenit numele genului, în timp ce sativa (însemnând „semănat” sau „cultivat”) a fost adăugat pentru a crea numele speciei. Numele soiului romană (romaine) provine de la varietatea de salată verde cultivată în grădinile papale romane, în timp ce cos, un alt termen pentru romană, provine de la cele mai timpurii semințe europene de acest tip din insula grecească Kos, un centru de cultivare a salatei în perioada bizantină.

## Descriere

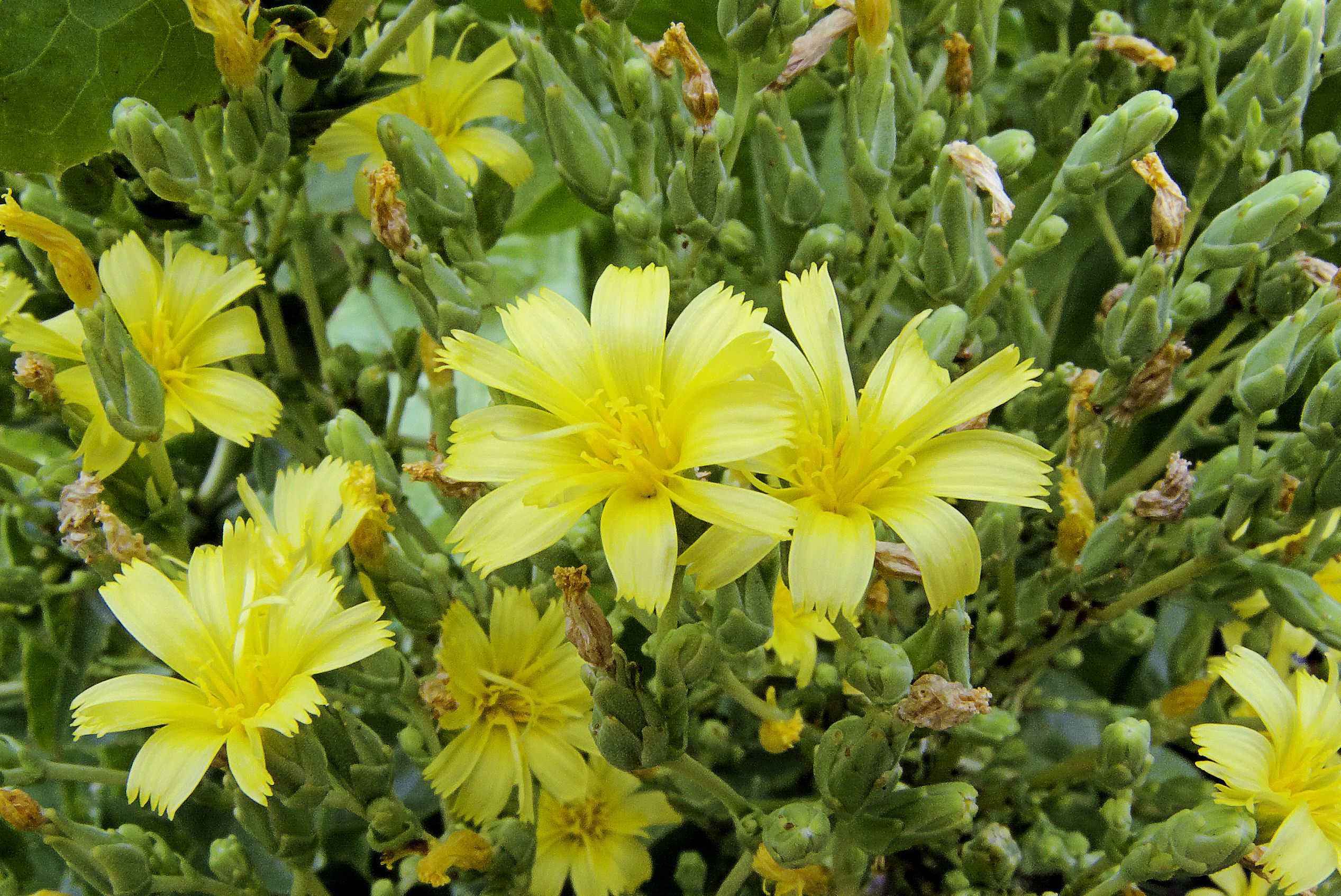
Flori de salata verde

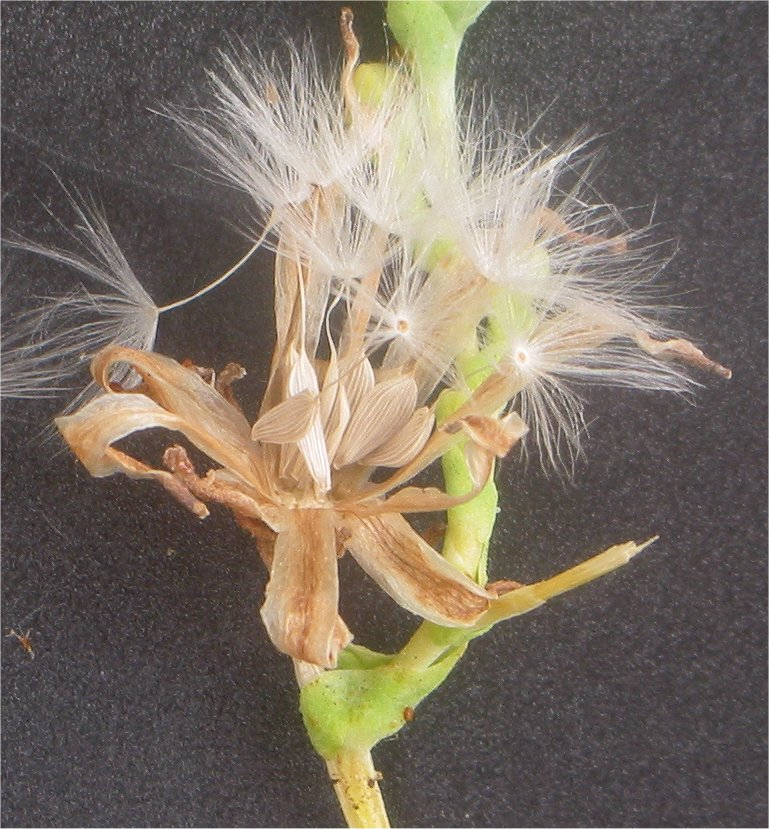
Inflorescență de salată verde matură formând fructe

Plantele au în general o înălțime și o lățime de 15-30 cm. Frunzele sunt în principal verzi, dar exisată și soiuri roșii sau pestrițe. Există, de asemenea, câteva soiuri cu frunze galbene, aurii sau turcoaz.
Salata verde are o gamă largă de forme și texturi, de la capete dense de tipul aisberg până la salata "fără cap" cu frunze crestate, festonate, cu volane sau încrețite. Plantele au un sistem radicular care include o rădăcină principală, pivotantă din care se dezoltă radicele secundare mai mici. Unele soiuri, în special cele găsite în Statele Unite și Europa de Vest, au rădăcini pivotante înguste și un set mic de rădăcini secundare. În soiurile din Asia se găsesc rădăcini pivotante mai lungi și sisteme secundare mai extinse.
În funcție de soi și de perioada anului, salata verde trăiește în general 65-130 de zile de la plantare până la recoltare. Deoarece salata verde care înflorește devine amară și nu este comercializabilă, plantele cultivate pentru consum sunt rareori lăsate să crească până la maturitate. Salata verde înflorește mai repede la temperaturi ridicate, în timp ce temperaturile reci provoacă o creștere mai lentă și uneori deteriorarea frunzelor exterioare.
Odată ce plantele trec de stadiul comestibil, ele dezvoltă tulpini de flori înalte până la 1 m cu flori mici, galbene. La fel ca alți membri ai tribului Cichorieae, inflorescențele de salată verde (cunoscute și sub denumirea de capitula) sunt compuse din mai multe buchete, fiecare fiind alcătuit dintr-o sepală modificată (care va deveni „parașuta” fructului), o corolă de cinci petale și părțile reproductive. Acestea din urmă includ staminele care formează un tub care înconjoară stigmantul. Pe măsură ce anterele produc polen, stigmatul se alungește pentru a facilita polenizarea. Ovarele formează fructe uscate comprimate, în formă de lacrimă, care nu se deschid la maturitate, măsurând 3 până la 4 mm lungime. Fructele au câte 5–7 denivelări pe fiecare parte și au, în vârf, două rânduri de peri mici, albi. Sepala rămâne în vârful fiecărui fruct ca structură de dispersie. Fiecare fruct conține o sămânță, care poate fi albă, galbenă, gri sau maro, în funcție de varietatea de salată.
Domesticirea salatei verzi de-a lungul secolelor a dus la mai multe caracteristici obținute prin selecție artificială sau hibridizare: întârzierea înfloririi, semințe mai mari, frunze și capete mai mari, gust și textură mai bune, un conținut mai scăzut de latex și diferite forme și culori ale frunzelor. Lucrările în aceste domenii continuă în prezent. Cercetările științifice privind modificarea genetică a salatei sunt în plină desfășurare. De exemplu, între 1992 și 2005 au avut loc peste 85 de teste de teren în Uniunea Europeană și Statele Unite ale Americii pentru a testa modificări care permit o toleranță mai mare la erbicide, o rezistență mai mare la insecte și ciuperci și înflorirere mai lentă. Cu toate acestea, salata verde modificată genetic nu este utilizată în prezent în agricultura comercială.

## Istorie

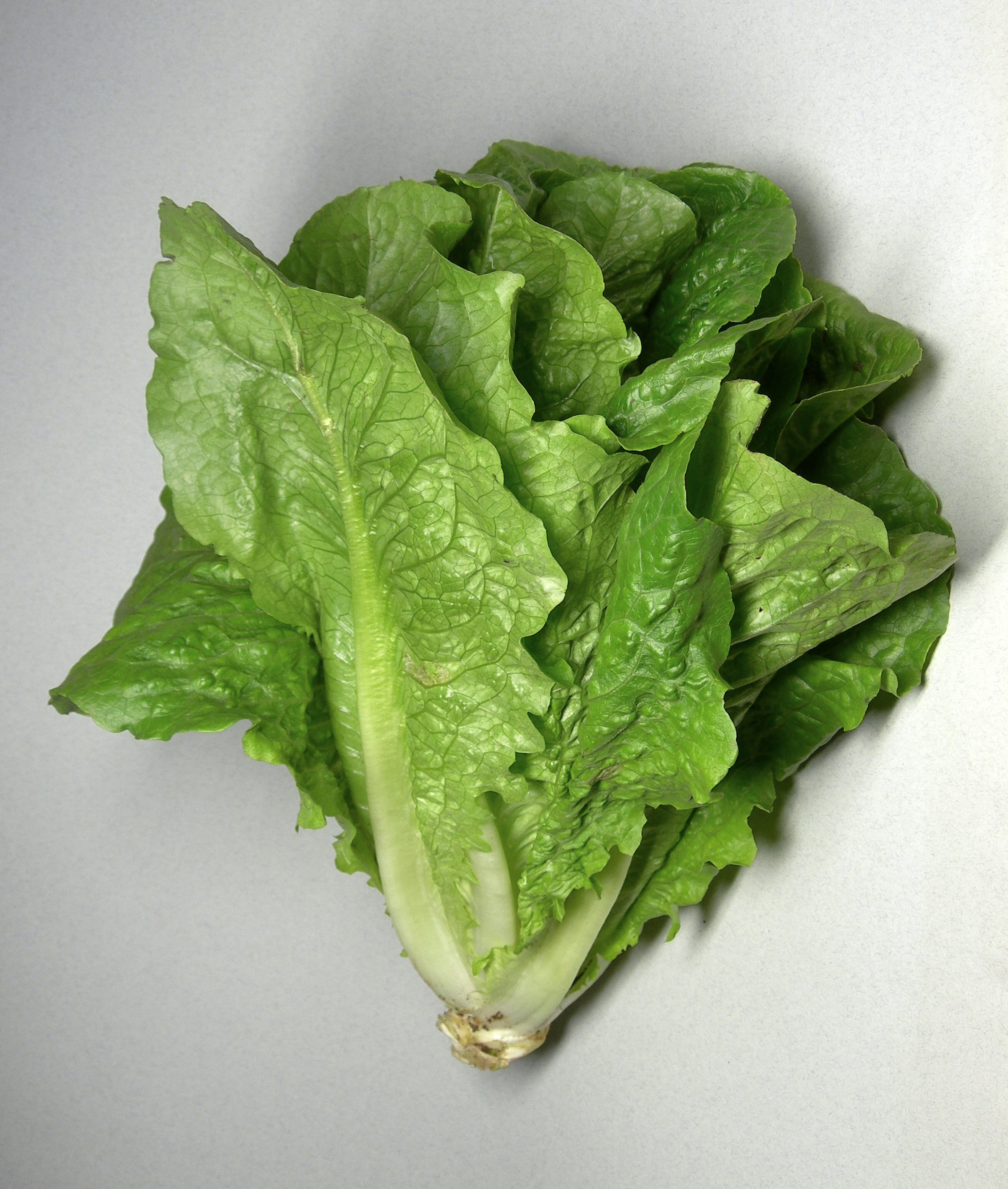
Salată romană, un soi descendent al unora dintre cele mai timpurii salate verzi cultivate

Salata verde a fost cultivată pentru prima dată în Egiptul antic pentru producerea de ulei din semințele sale. Cu timpul, planta a fost selectată de către egipteni și pentru frunzele sale comestibile, cu dovezi ale cultivării sale apărând încă din 2680 î.Hr. Salata verde era considerată o plantă sacră a zeului reproducerii Min și era purtată în timpul festivalurilor sale și plasată lângă imaginile sale. Se credea că planta îl ajută pe zeu „să îndeplinească neobosit actul sexual”. Utilizarea salatei verzi în ceremoniile religioase a dus la crearea multor imagini în morminte și picturi murale. Soiul cultivat pare să fi fost înalt de aproximativ 75 cm și semăna cu o versiune mare a salatei moderne romane (cos). Aceste salate verticale au fost dezvoltate de egipteni și au trecut la greci, care, la rândul lor, le-au împărțit romanilor. În jurul anului 50 d.Hr., agricultorul roman Columella a descris mai multe soiuri de salată verde – dintre care unele ar putea fi strămoșii salatei verzi de astăzi.
Salata verde apare în multe scrieri medievale, în special ca plantă medicinală. Hildegard din Bingen a menționat-o în scrierile ei despre ierburile medicinale între 1098 și 1179, iar multe plante medicinale timpurii descriu, de asemenea, utilizările sale. În 1586, Joachim Camerarius a oferit descrieri ale celor trei salate moderne de bază – salata verde, salata fără cap și salata romană (sau cos). Salata verde a fost adusă pentru prima dată în America din Europa de către Cristofor Columb la sfârșitul secolului al XV-lea. Între sfârșitul secolului al XVI-lea și începutul secolului al XVIII-lea, mai multe soiuri au fost dezvoltate în Europa, în special în Olanda. Cărțile publicate la mijlocul secolului al XVIII-lea și începutul secolului al XIX-lea descriu multe dintre soiurile găsite în grădinile de astăzi.
Datorită duratei de viață scurte după recoltare, salata verde a fost vândută inițial relativ aproape de locul în care a fost cultivată. La începutul secolului al XX-lea s-au dezvoltat noi tehnologii de ambalare, depozitare și transport care au îmbunătățit durata de viață și transportabilitatea salatei și au dus la o creștere semnificativă a disponibilității. În anii 1950, producția de salată verde a fost revoluționată odată cu dezvoltarea răcirii în vid, care a permis ambalarea salatei la rece, înlocuind metoda folosită anterior de răcire cu gheață în casele de ambalare din afara câmpurilor. De fapt, numele celui mai raspnadit soi de salată din Statele Unite ale Americii, iceberg, vine tocmai din utilizarea gheții în transportarea capetelor de salată verde.
Salata verde este foarte ușor de cultivat și, ca atare, a fost o sursă semnificativă de vânzări pentru multe companii de semințe. Istoria multor soiuri este greu de elucidat pentru ca multe companii de semințe, în special cele din SUA, schimbă numele soiurilor de la an la an. Această practică este efectuată din mai multe motive, cel mai important fiind de a stimula vânzările prin promovarea unui soi „nou” sau de a împiedica clienții să știe că soiul a fost dezvoltat de o companie concurentă de semințe (Iceberg a fost dezoltat, de exemplu, de către compania de semințe Burpee, dar semințele sale sunt vândute de aproape toate celelalte companii). La sfârșitul secolului al XIX-lea existau între 65 și 140 de soiuri distincte de salată verde, în funcție de cantitatea de variație permisă între tipuri de către crescători, deși se puteau găsi până la 1.100 de „soiuri” de salată verde în piața din acea vreme. Mai mult, numele soiurilor s-au schimbat adesea semnificativ de la o țară la alta.
Deși cea mai mare parte a salatei verzi cultivate astăzi este folosită ca legumă, o cantitate minoră este folosită în producția de țigări fără tutun, deși rudele sălbatice ale salatei domestice produc o frunză care seamănă vizual mai mult cu tutunul decât salata verde.

## Cultivare

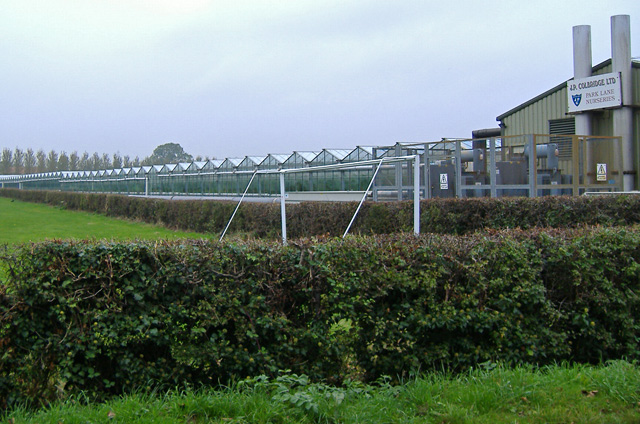
O fermă de salată verde din Marea Britanie

Deși salata verde este teoretic o plantă anuală, ea este atât de rezistentă la frig încât unele soiuri de salată pot fi iernate chiar și în climate relativ reci, sub un strat de paie, iar soiurile mai vechi, de moștenire, sunt adesea cultivate în sere neîncălzite. Salatele verzi destinate tăierii frunzelor individuale sunt în general plantate direct în grădină, în rânduri groase. Soiurile de salată verde sunt de obicei începute în apartamente, apoi transplantate în locuri individuale, de obicei la distanță de 20-36 cm. Salata verde plantată la distanță una de alta primește mai multă lumină solară, ceea ce îmbunătățește culoarea și cantitățile de nutrienți din frunze. Salata verde pală până la albă, cum ar fi centrele unor salate iceberg, conțin puțini nutrienți.

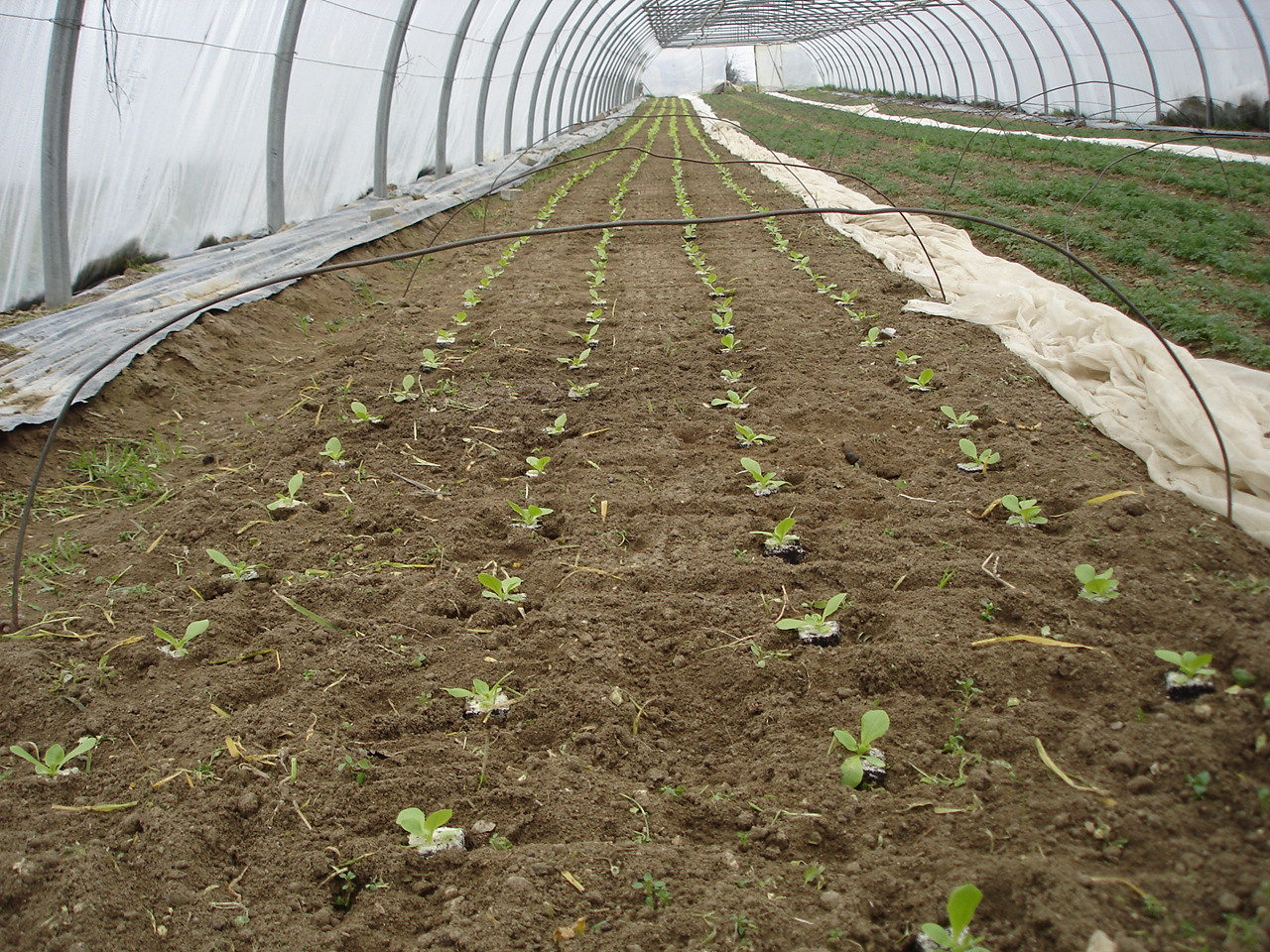
Un pat transplantat de salată verde într-o semiseră.

Salata verde crește cel mai bine în plin soare, în soluri afânate, bogate în azot, cu un pH între 6,0 și 6,8. Căldura determină, în general, înflorirea salatei verzi, majoritatea soiurilor crescând foarte greu peste 24°C; temperaturile reci determină performanțe mai bune, temperaturile de 16-18°C fiind de preferat și cele de până la 7°C fiind tolerate. Plantele din zonele fierbinți, cărora li se oferă umbră parțială în cea mai fierbinte parte a zilei, vor înflori mai târziu. Temperaturile peste 27°C va avea ca rezultat, în general, germinarea slabă sau inexistentă a semințelor de salată. După recoltare, salata verde se menține cel mai mult când este păstrată la 0°C și umiditate de 96 %. Conținutul ridicat de apă al salatei verzi (94,9 %) creează probleme atunci când se încearcă conservarea plantei – nu poate fi congelată, conservată sau uscată cu succes și trebuie consumată proaspătă. În ciuda conținutului ridicat de apă, salata verde cultivată în mod tradițional are o amprentă de apă redusă, cu numai 237 litri de apă necesari pentru fiecare kilogram de salată verde produs. Metodele de cultivare hidroponice pot reduce acest consum de apă seminificativ.
Soiurile de salată se vor încrucișa între ele, deci, pentru salvarea semințelor este indicat să fie cultivate la o distanță de cel puțin 1,5 până la 6 m între soiuri pentru a menține puritatea genetică a semințelor. Salata verde se va încrucișa și cu Lactuca serriola (salata sălbatică), semințele rezultate producând adesea o plantă cu frunze dure, amare. Celtuca, o varietate de salată verde cultivată în principal în Asia pentru tulpinile sale, se încrucișează ușor cu salata verde. Această tendință de încrucișare, totuși, a condus la programe de reproducere care utilizează specii strâns înrudite în Lactuca, cum ar fi L. serriola, L. saligna și L. virosa, pentru a lărgi fondul genetic disponibil. Începând cu anii 1990, astfel de programe au început să includă specii mai îndepărtate, cum ar fi L. tatarica.
Semințele se păstrează cel mai bine atunci când sunt depozitate în condiții răcoroase și, cu excepția cazului în care sunt depozitate criogenic, rămân viabile cel mai mult timp când sunt depozitate la -20°C; la temperatura camerei, semințele rămân viabile numai câteva luni, deși crescătorii amatori raportează că pot obține germinare și din semințe mai vechi. Cu toate acestea, atunci când semințele de salată verde proaspăt recoltate sunt depozitate criogenic, viabilitatea crește la un timp de înjumătățire de 500 de ani pentru azotul vaporizat și 3 400 de ani pentru azotul lichid; acest avantaj se pierde dacă semințele nu sunt congelate imediat după recoltare.

### Soiuri (varietăți)

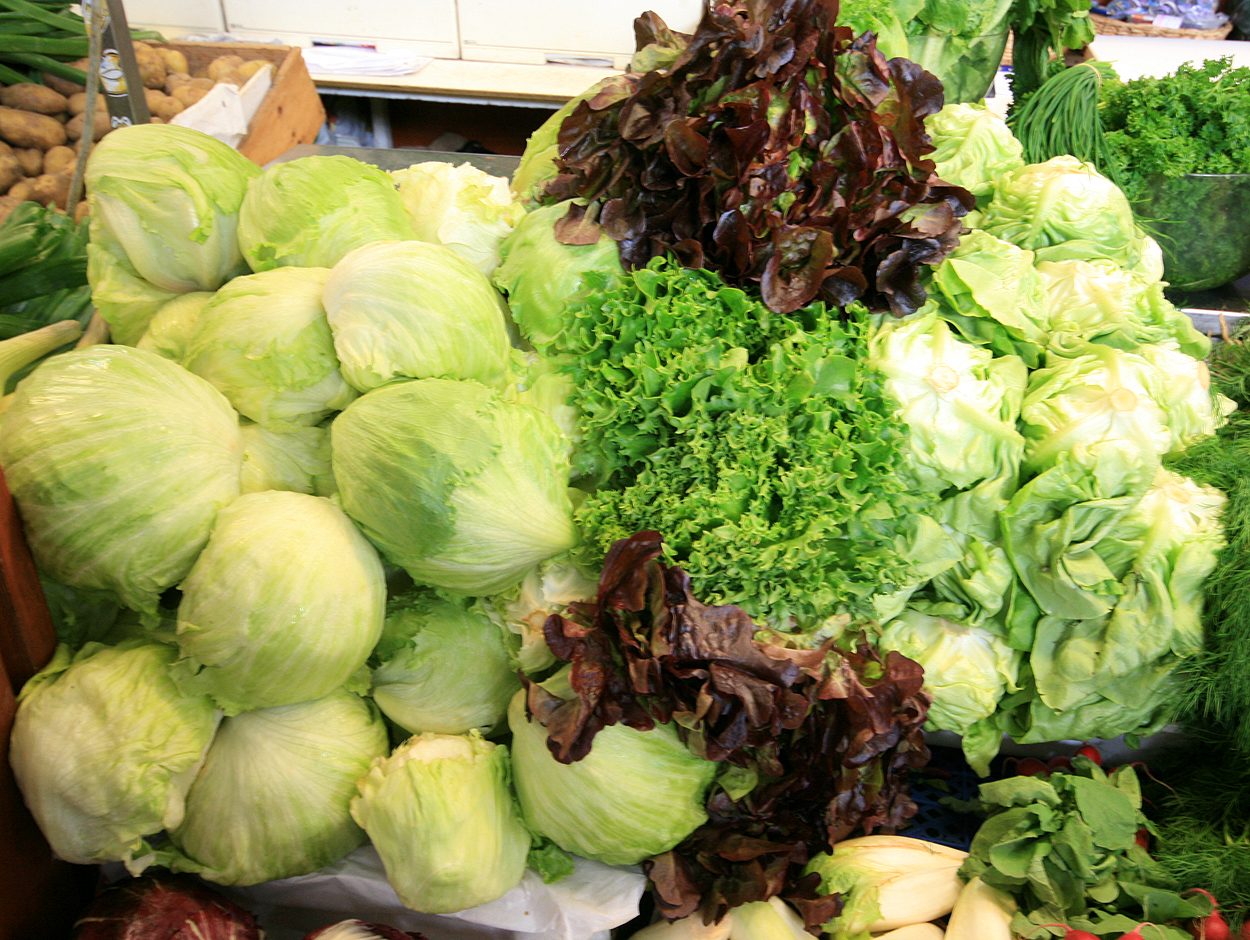
O selecție de soiuri de salată verde

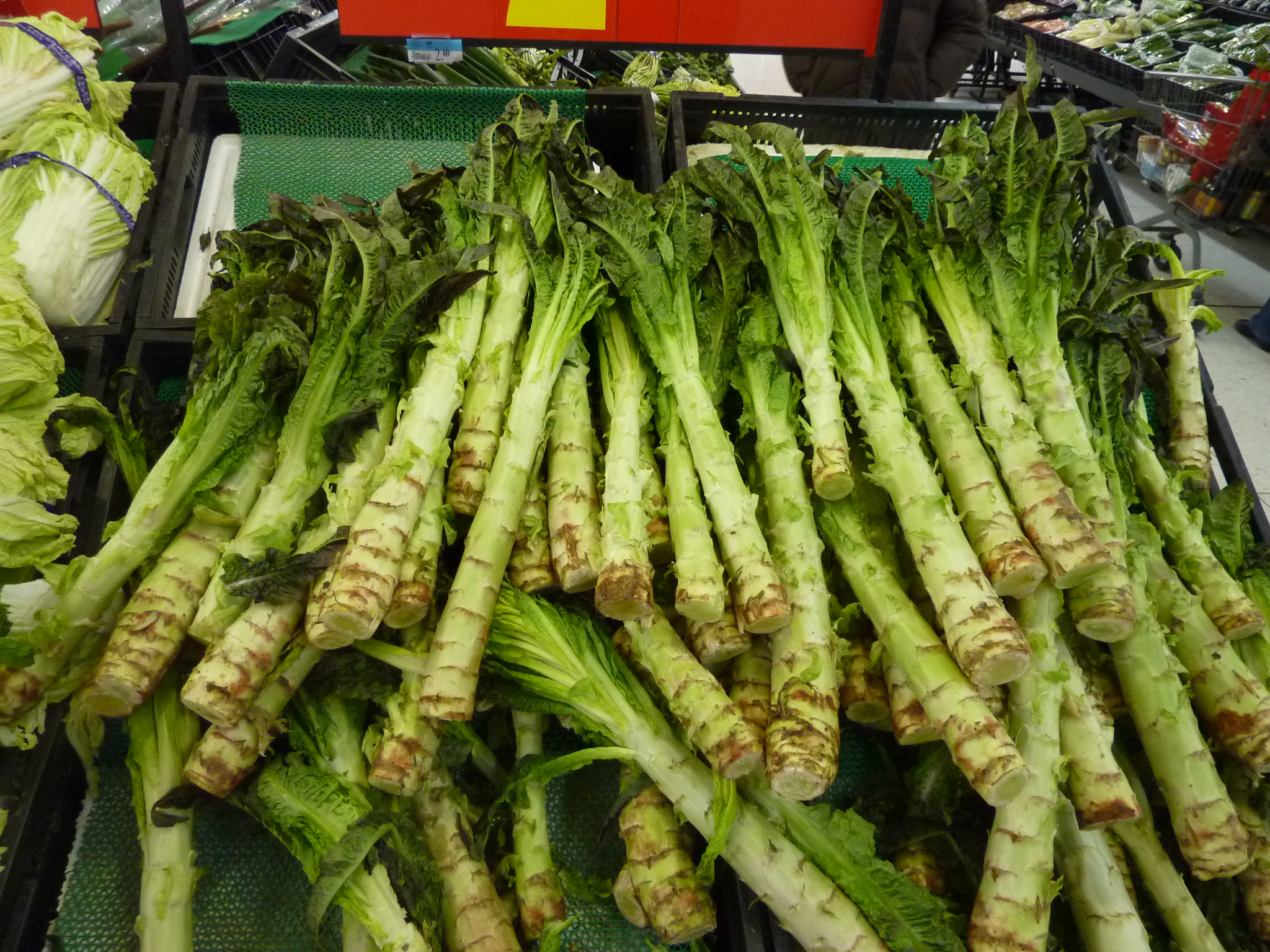
Soiul de salată verde celtucă este cultivat pentru tulpina sa, folosită în bucătăria chinezească.

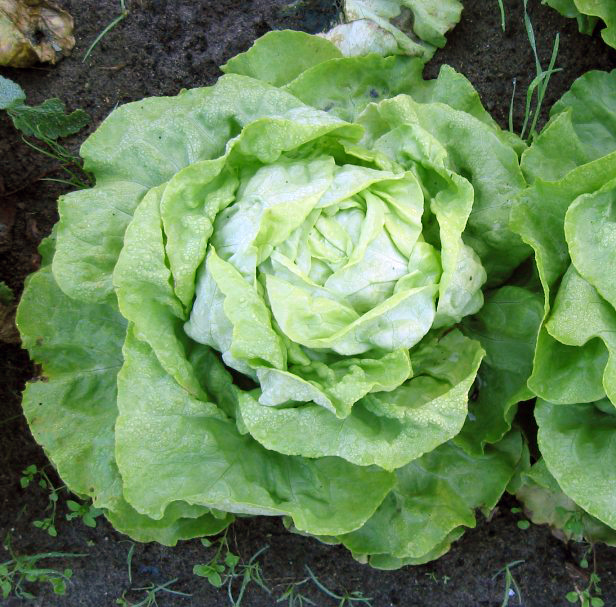
Soiul de salată verde butterhead

Există mai multe tipuri sau soiuri de salată verde. Trei tipuri – frunză, cap și cos (romaine) – sunt cele mai comune. Există opt grupuri principale de soiuri de salată verde, fiecare incluzând multe soiuri:
- Frunză — Grup cunoscută și sub denumirea de salată verde fără cap[38], acest tip are frunzele lejer aranjate și este cel mai răspândit grup. Se folosește mai ales la salate.[39]
- Salată romană/Cos — Grup folosit în principal pentru salate și sandvișuri, acest tip formează capete lungi, drepte.[39] Salata romană (cos) este cea mai des folosită salată verde în salatele Cezar.[40]
  - Little Gem — o salată romană pitică, compactă, populară în Marea Britanie.[41]
- Iceberg/Crisphead — Cel mai popular tip din Statele Unite. Salata iceberg este foarte sensibilă la căldură și a fost dezvoltată inițial în 1894 pentru creșterea în nordul Statelor Unite de către compania de semințe Burpee. Își ia numele de la felul în care a fost transportat în gheață zdrobită, unde capetele de salată arătau ca niște aisberguri.[42] Astăzi se livrează bine, dar are un conținut scăzut de aromă și conținut scăzut nutrițional, fiind compus din și mai multă apă decât alte tipuri de salată verde.[39]
- Butterhead — Cunoscut și sub denumirea de salată verde Boston sau Bibb,[38] și, în Marea Britanie, ca „salată verde rotundă”,[43] acest tip este o salată verde cu un aranjament mai puțin compact de frunze, cunoscut pentru aroma sa dulce și textura fragedă.[39]
- Summercrisp — Denumită și crocantă, bataviană sau franceză, această salată verde se află la jumătatea distanței dintre tipurile fără cap și cele crisphead. Aceste salate tind să fie mai mari, rezistente la înflorire și foarte aromate.[38]
- Celtucă/Tulpină — Acest tip este cultivat pentru tulpina sa de semințe, mai degrabă decât pentru frunze, și este folosit în bucatăria asiatică, în principal chinezescă, precum și pentru tocănițe sau supe-cremă.[39]
- Oilseed — Acest tip este cultivat pentru semințele oleaginoase, care sunt presate pentru a extrage un ulei folosit în principal pentru gătit. Are puține frunze, înflorește rapid și produce semințe cu aproximativ 50 % mai mari decât alte tipuri de salată verde.[44]
- Salată roșie— Un grup de tipuri de salată cu frunze roșii.

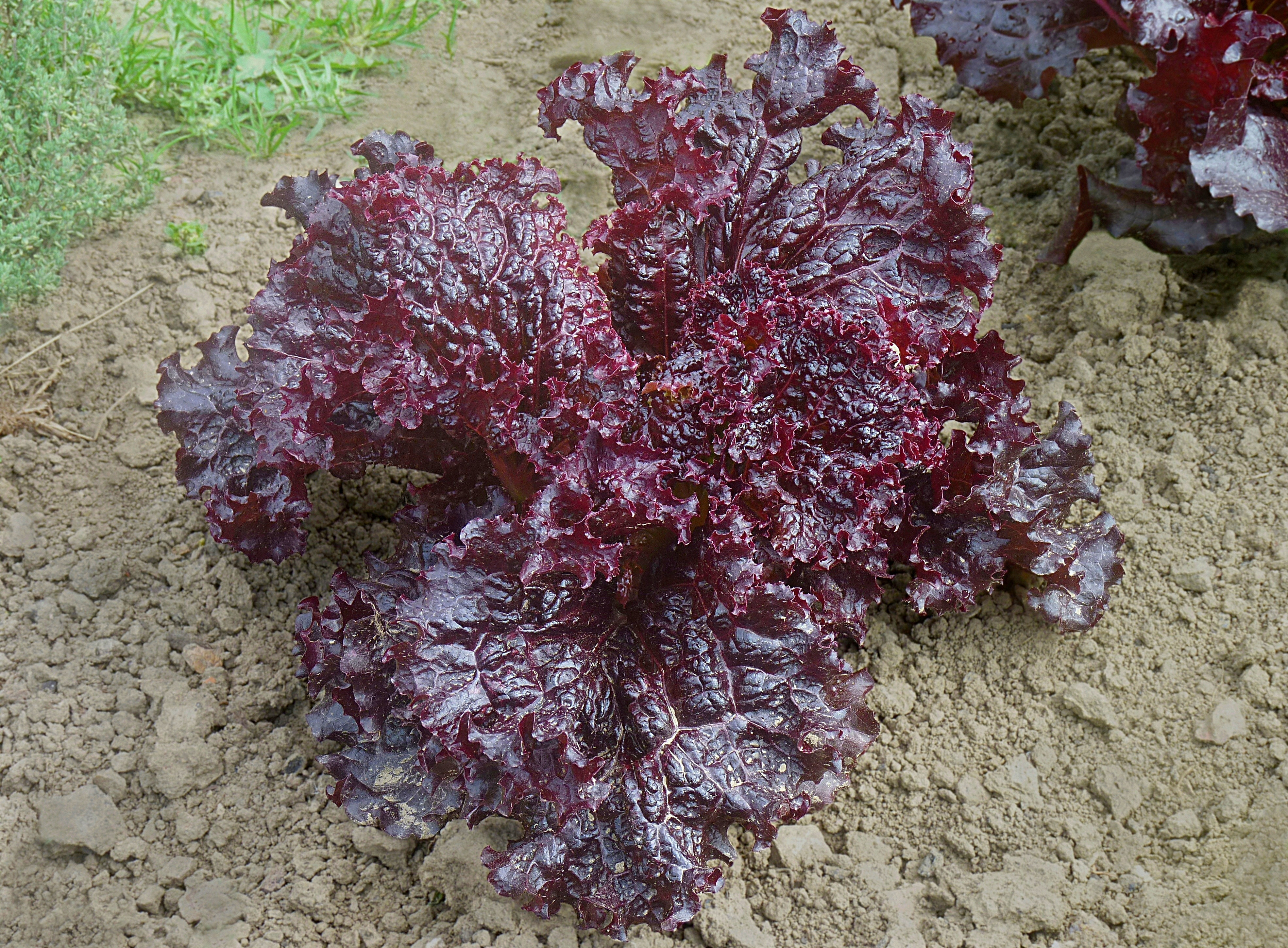
Lăptucă sau salată roșie

Tipurile butterhead și crisphead sunt uneori cunoscute împreună sub numele de salată verde „varză”, deoarece capetele lor sunt mai scurte, mai plate și mai asemănătoare varzei decât salata romană.

### Probleme de cultivare

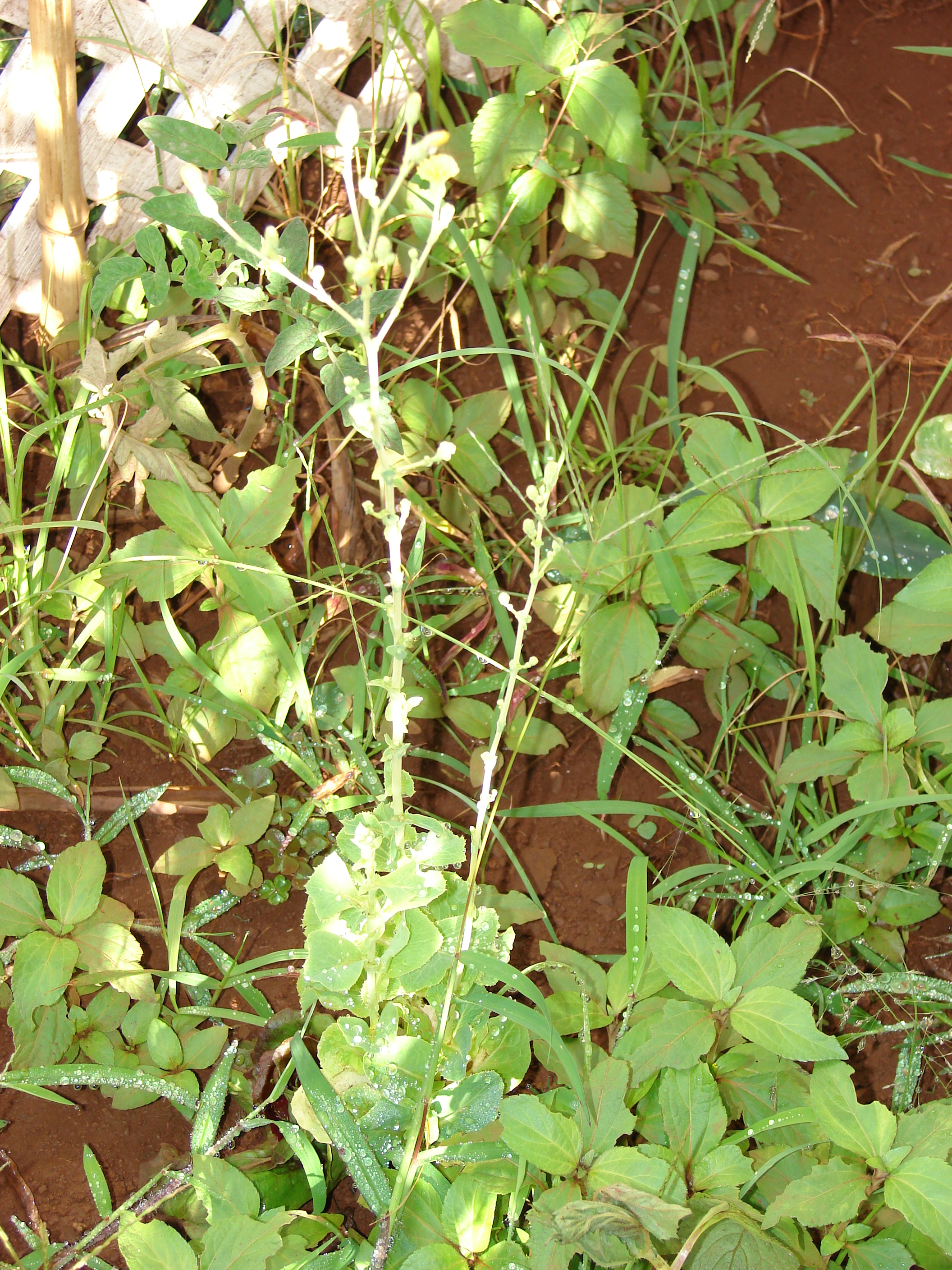
O salată verde înconjurată de buruieni, care au înghesuit-o până la când planta a declanșat înflorirea prematură

Deficiențele de nutrienți din sol pot cauza probleme diverse plantelor, care variază de la plante deformate până la lipsa totală a creșterii. Multe insecte sunt atrase de salata verde, inclusiv omizile din specia Noctua pronuba, care taie răsadurile la linia solului; viermii de sârmă și nematodele, care provoacă plante galbene, pipernicite; insectele și afidele pătate, care provoacă frunze galbene, distorsionate; cicadelidele, care provoacă încetinirea creșterii și frunze palide; tizanopterele, care transformă frunzele în gri-verde sau argintiu; omidele, care creează tuneluri în interiorul frunzelor; gândacii de purici, care fac găuri mici în frunze, precum și melci și limacși, care fac găuri mari în frunze. De exemplu, larvele moliei fantomă sunt un dăunător comun al plantelor de salată. Mamiferele, inclusiv iepurii și marmotele, mănâncă și ele plantele. Salata verde conține mai mulți compuși defensivi, inclusiv lactone sesquiterpenice și alți fenoli naturali, cum ar fi flavonolul și glicozidele, care ajută la protejarea acesteia împotriva dăunătorilor. Anumite soiuri conțin mai mulți compuși de acest gen decât altele, iar unele studii de reproducere selectivă și modificare genetică s-au concentrat pe utilizarea acestei trăsături pentru a identifica și produce soiuri comerciale cu rezistență crescută la dăunători.
Salata verde suferă, de asemenea, de mai multe boli virale, inclusiv vena mare, care provoacă frunze galbene, distorsionate, și virusul mozaicului, care este răspândit de afide și duce la frunzele mici și deformate. Galbenul de aster este o bacterie cauzatoare de boli, răspândită de cicadelide și care cauzează deformarea frunzelor. Bolile fungice includ mucegaiul praf și mucegaiul pufos, care provoacă mucegăirea și moartea plantelor. Bolile bacteriene includ Botrytis cinerea, pentru care pot fi utilizate tratamentele cu raze ultraviolete. Vàsquez et al. (2017) au descoperit că razele ultraviolete cresc activitatea fenilalaninei amoniac-lază, cresc producția de acid fenolic și cresc rezistența la B. cinerea. Salata verde crescută in rânduri dense tinde să atragă dăunători și boli. Buruienile pot fi, de asemenea, o problemă, deoarece salata verde cultivată nu este în general competitivă cu acestea, mai ales atunci când este însămânțată direct în pământ. Salata verde transplantată (începută în apartamente și apoi mutată în paturi de creștere) este în general mai competitivă inițial, dar poate fi înabușită de buruieni mai târziu în sezon, ducând la o salată verde deformată și la producții mai mici. Buruienile acționează și ca locuințe pentru insecte și boli și pot îngreuna recoltarea. Erbicidele sunt adesea folosite pentru combaterea buruienilor în producția comercială. Dar acest lucru a dus la dezvoltarea buruienilor rezistente la erbicide în cultura de salată verde.

## Producție
| Țară                                                     | Milioane de tone |
| -------------------------------------------------------- | ---------------- |
| China                                                    | 14.3             |
| Statele Unite                                            | 4.4              |
| India                                                    | 1.1              |
| Spania                                                   | 1.0              |
| Italia                                                   | 0,7              |
| Lume                                                     | 28               |
| Sursa: Organizația ONU pentru Alimentație și Agricultură |                  |

În 2020, producția mondială de salată verde (raport combinat cu cicoarea) a fost de 28 de milioane de tone, China producând 14,3 milioane de tone sau 52% din totalul mondial (a se vedea tabelul).
Salata verde este singurul membru al genului Lactuca care este cultivat comercial. Deși China este cel mai mare producător mondial de salată verde, cea mai mare parte a recoltei este consumată pe plan intern. Spania este cel mai mare exportator mondial de salată verde, SUA fiind pe locul doi.
Europa de Vest și America de Nord au fost piețele majore inițiale pentru producția de salată verde pe scară largă. Până la sfârșitul anilor 1900, Asia, America de Sud, Australia și Africa au devenit piețe mai substanțiale. Diferite locații preferă diferite tipuri de salată verde, cu butterhead predominând în nordul Europei și Marea Britanie, salata romană în Mediterana și salata tulpină în China și Egipt. Până la sfârșitul secolului al XX-lea, tipurile preferate au început să se schimbe, salata crisphead, în special iceberg, devenind tipul dominant în nordul Europei și Marea Britanie și mai popular în vestul Europei. În SUA, niciun tip nu a predominat până la începutul secolului al XX-lea, când salata verde a început să câștige popularitate. După anii 1940, odată cu dezvoltarea salatei iceberg, 95% din salata cultivată și consumată în SUA a fost salată de tip crisphead. Până la sfârșitul secolului, alte tipuri au început să-și recapete popularitatea și în cele din urmă au reprezentat peste 30% din producție. Salata tulpină a fost dezvoltată pentru prima dată în China, unde rămâne cultivată în mod preponderent.
La începutul secolului al XXI-lea, salatele în containere sau pungi au crescut pe piața de salată verde, în special în SUA, unde metodele inovatoare de ambalare și transport au prelungit prospețimea acesteia.
În Statele Unite, în 2013, California (71%) și Arizona (29%) au produs aproape toată salata verde proaspătă a țării, salata verde cu o valoare de 9.400 USD pe acru, iar salata verde fără cap de 8.000 USD pe acru.

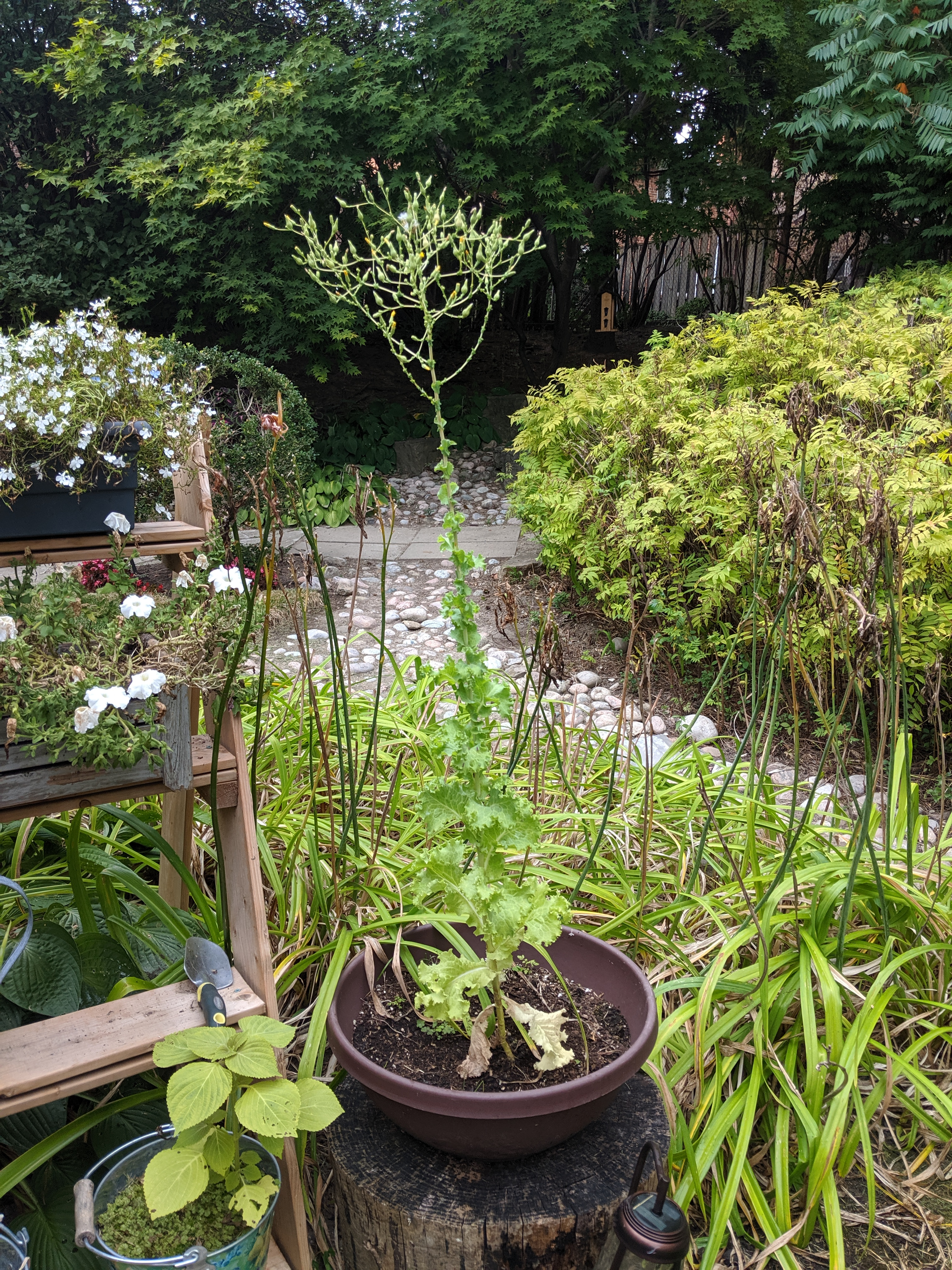
O plantă de salată verde care a înflorit

## Utilizare culinară
În jurul anului 50 d.Hr., frunzele de salată erau adesea gătite și servite de romani atât acompaniate de un sos făcut din ulei și oțet, cât și crude. În timpul domniei lui Domițian din anii 81–96 d.Hr., a început tradiția de a servi o salată de salată verde înainte de masă. Europa postromană a continuat tradiția fierberii salatei, în principal cu soiurile mai mari de tipul salatei romane, precum și metoda de turnare peste frunze a unui amestec fierbinte de ulei și oțet.
Astăzi, cea mai mare parte a salatei verzi este cultivată pentru frunzele sale, deși un tip este cultivat pentru tulpină și unul pentru semințele sale, care sunt transformate într-un ulei. Cea mai mare parte a salatei este folosită în salate, fie singură, fie alături de alte verdețuri, legume, carne și brânzeturi. Salata romană este adesea folosita pentru salatele Caesar. Frunzele de salată pot fi găsite și în supe, sandvișuri și wrap-uri, în timp ce tulpinile sunt consumate atât crude, cât și fierte.
Consumul de salată verde în China s-a dezvoltat diferit față de țările occidentale, din cauza riscurilor pentru sănătate și a aversiunii culturale față de consumul de frunze crude („salatele” chinezești sunt compuse din legume fierte și se servesc calde sau reci). Totuși, salata verde este folosită într-o varietate mai mare de feluri de mâncare decât în țările occidentale, contribuind la o gamă largă de feluri de mâncare, inclusiv preparate din tofu și carne, supe și prăjeli simple sau cu alte legume. Salata verde este, de asemenea, folosită ca ingredient principal în prepararea supei sau ciorbei de salată verde.

### Carte de bucate
Mai jos este listă orientativă și neexhaustivă de feluri de mâncare în care salata verde este ingredientul principal:
- Ciorbă de salată verde - cu ou și șunculiță/bacon.
- Salata Caesar - o salată populară făcută în principal din salată romană, crutoane, parmezan și, opțional, pui inventată în 1924 in San Diego, SUA.
- Supă-cremă de salată verde - făcută cu lapte și servită cu crutoane.

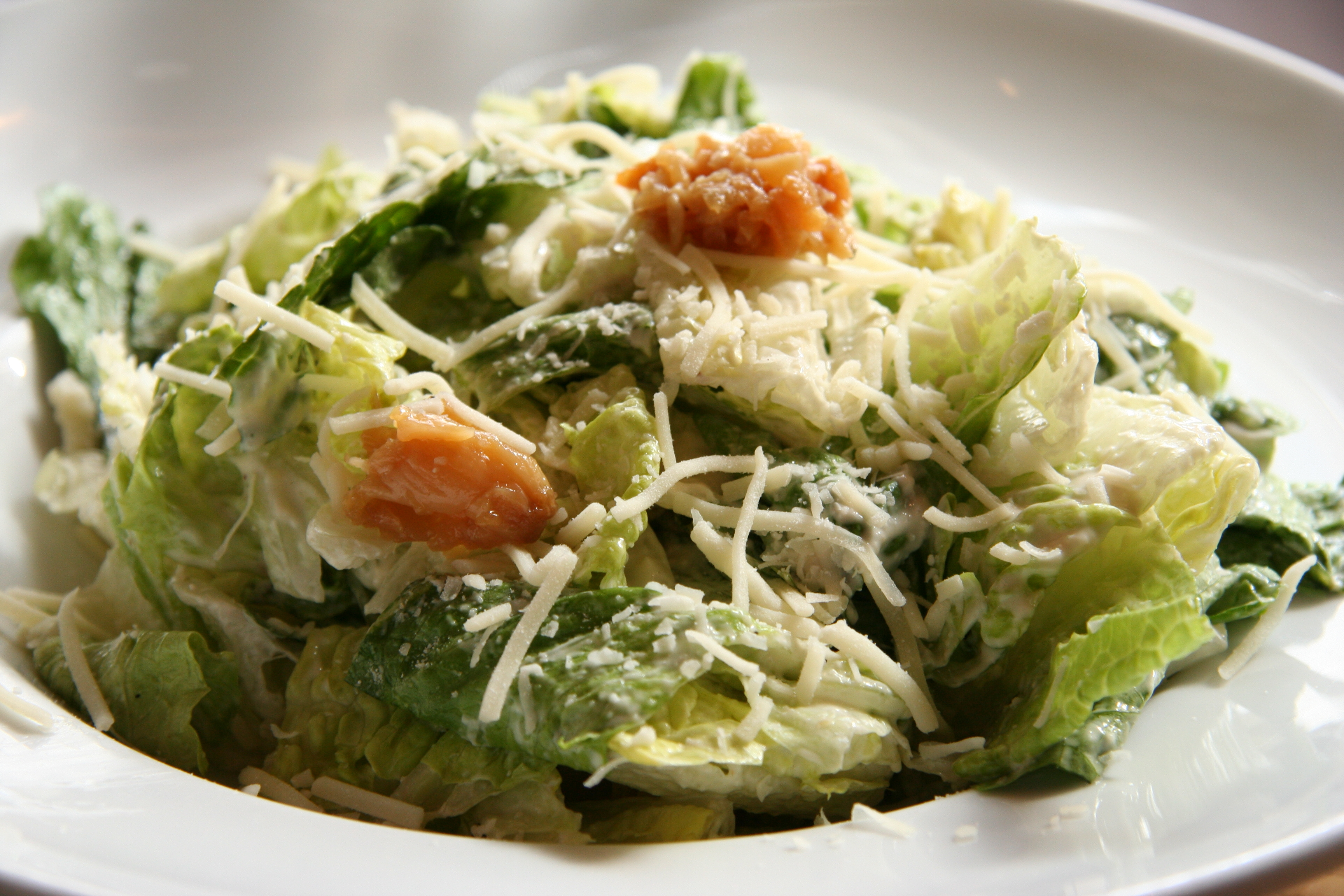
Salată Caesar
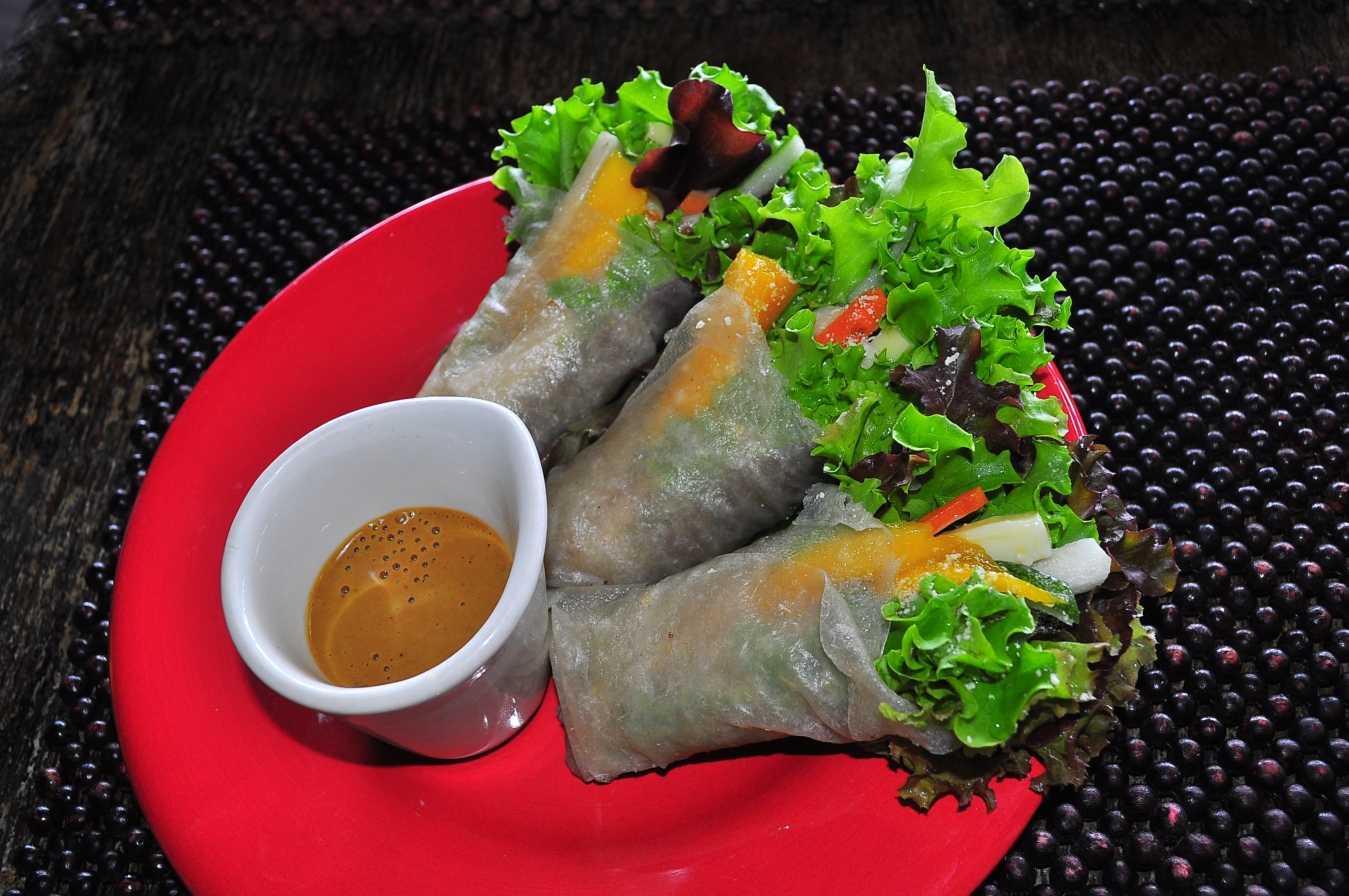
Salată verde cu sos de arahide într-un restaurant din Filipine
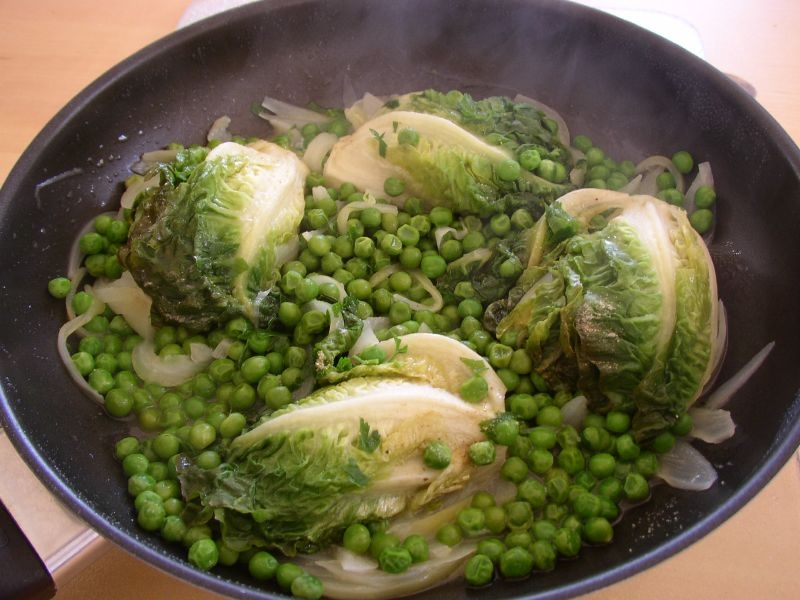
Inimi de salată verde cu mazăre verde
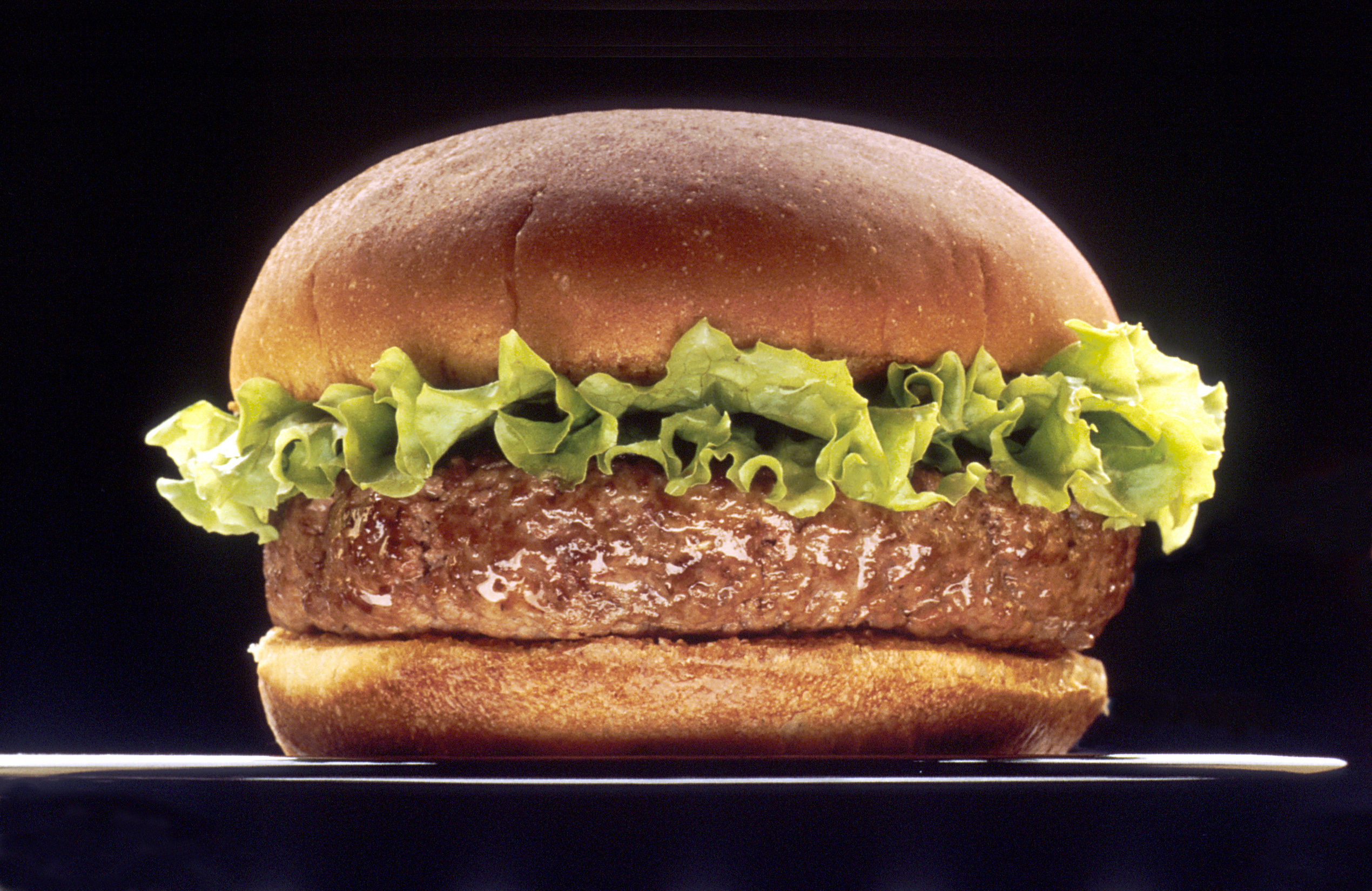
Celebra chiftea americană, hamburger-ul, nu este niciodată servită fără frunze de salată verde
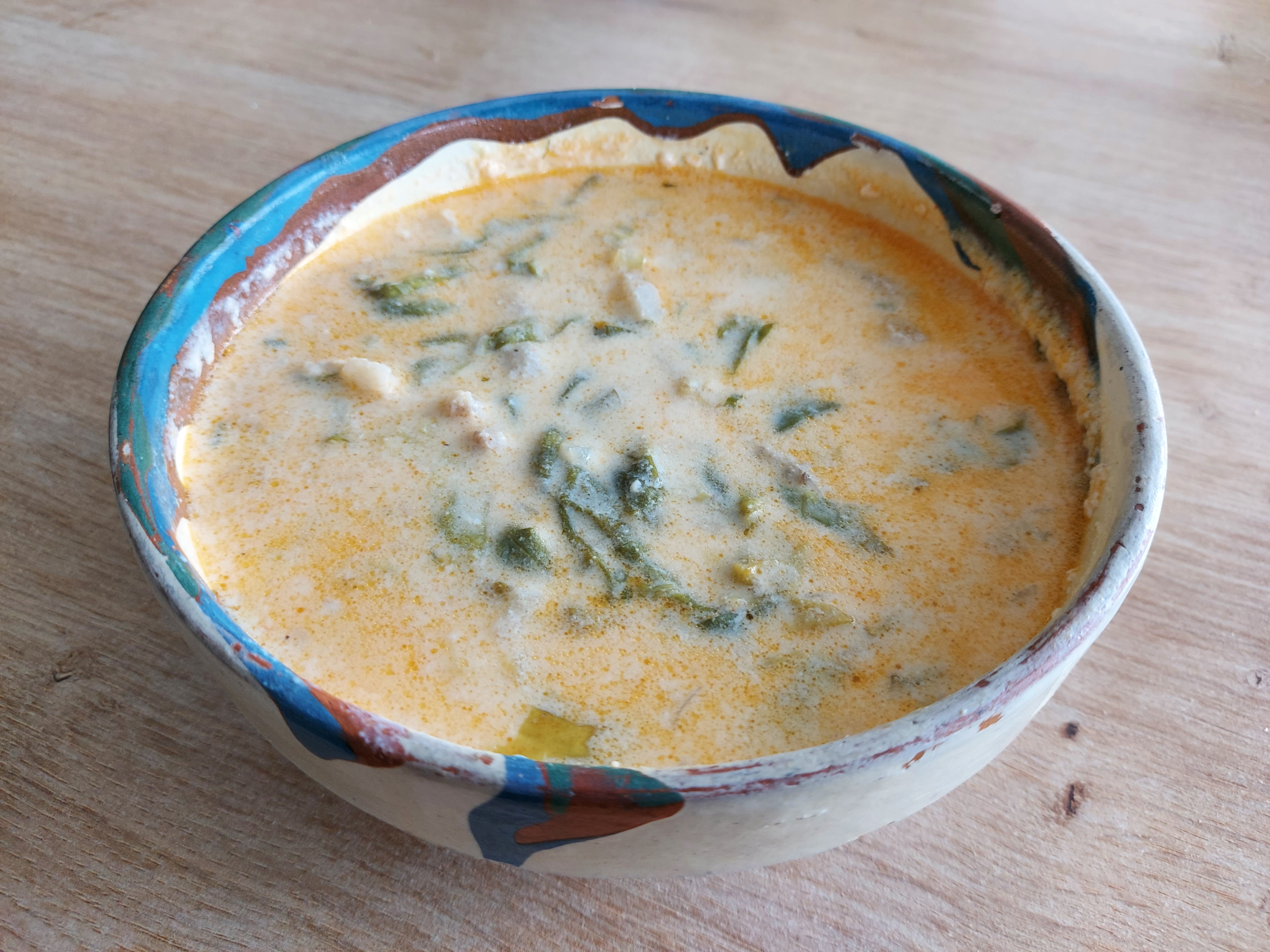
Ciorbă de salată cu slănină
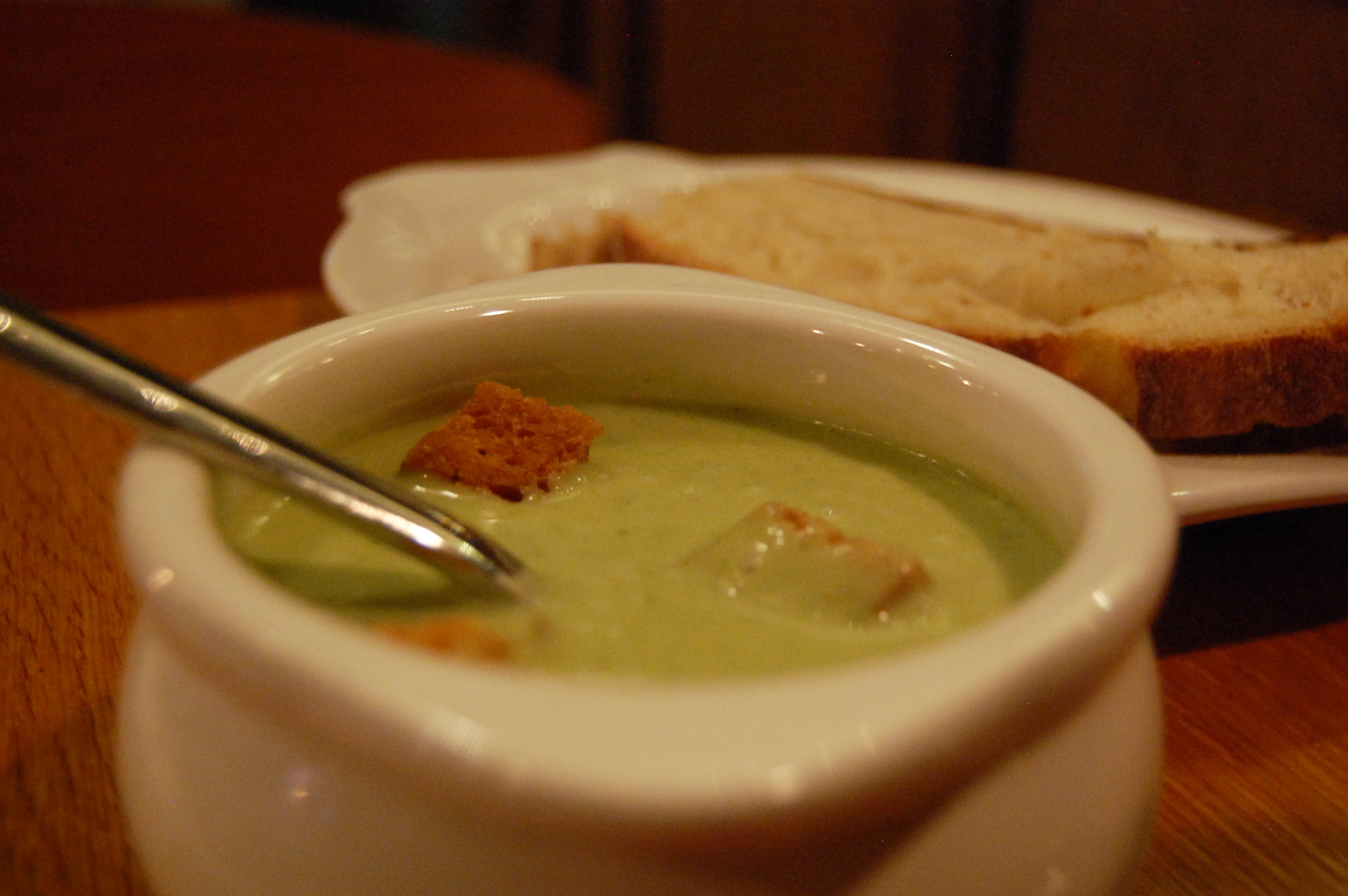
Supă-cremă de salată verde

## Conținut nutrițional
În funcție de soi, salata verde este o sursă excelentă de vitamina K (97% din valoarea nutritivă zilnică, VNZ) și vitamina A (21% VNZ) (vezi tabel), cu concentrații mai mari de provitamina A și beta-carotenă, care se găsește în salata verde mai închisă la culoare, cum ar fi salata romană. Cu excepția soiului iceberg, salata verde este, de asemenea, o sursă bună de folat și fier (10–19% VNZ).

## Boli transmise de salata verde contaminată
Agenții patogeni de origine alimentară care pot supraviețui pe salată includ Listeria monocytogenes, agentul cauzator al listeriozei, care se înmulțește în depozit. Cu toate acestea, în ciuda nivelurilor ridicate de bacterii găsite pe produsele din salată verde gata de consumat, un studiu din 2008 nu a găsit niciun incident de listerioză, posibil din cauza duratei scurte de valabilitate a produsului și/sau a microflorei indigene care concurează cu bacteriile Listeria sau inhibarea bacteriilor ce provoacă listerioza.
Alte bacterii găsite pe salată includ speciile Aeromonas, care nu au fost legate de niciun focar; specii Campylobacter, care provoacă campilobacterioza; Yersinia intermedia și Yersinia kristensenii. Bacteriile Salmonella, găsite pe salata verde, inclusiv tipul rar de Salmonella braenderup, au provocat focare de boală. Pe salata verde au fost găsiți și viruși care provoacă boli la om, inclusiv virusul hepatita A, calicivirusul și Norovirusul. Salata verde a fost implicată și în focare de infestări parazitare, inclusiv Giardia lamblia.. 
Salata verde este des implicată în focare de boala alimentară datorate infectării cu bacteriile E.coli O157:H7 și Shigella; plantele au fost cel mai probabil contaminate prin contact cu fecalele animale și umane. Un studiu din 2007 a stabilit că metoda de răcire cu vid, în special răspândită în industria salatei din California, a crescut rata de absorbție și de supraviețuire a E. coli O157:H7. Experimentele științifice folosind apă municipală de canalizare (după ce a fost tratată) ca sursă de irigare pentru salata verde au arătat că nivelurile de contaminare a plantei și solului cu E. coli și, respectiv, cu bacteriofagul AP205 (folosit de cercetători ca surogat pentru virusurile enterice), au fost direct corelate cu prezența acestor organisme în apa de irigare.
Datorită creșterii populației globale si, în consecință, a cererii de alimente, se folosește tot mai des apa de canalizare tratată pentru irigații și excrementele animale sau umane pentru îngrășământ în culturile de legume. Ca atare, și focarele de boli transmise de alimente devin mai numeroase. Datorită utilizării excesive a antibioticelor în agricultură, numărul agenților patogeni rezistenți la antibiotice este în creștere, unul dintre aceștia fiind AR E.coli, care a fost găsit pe salata verde irigată cu apă de canalizare.
De menționat că agenții patogeni aflați pe legume, rezistenți la antibiotice sau nu, nu sunt specifici salatei verzi (decât un anumit tip de E.coli care preferă salata romană), dar pentru că majoritatea celorlalte legume irigate cu apă de canalizare sunt gătite, ele nu cauzează focare de boli cu aceeași frecvență și amploare ca salata verde pentru că aceasta este consumată în marea majoritate crudă.

## Simbolism religios și uz medicinal popular
Pe lângă scopul său obișnuit ca legumă cu frunze comestibile, salata verde a avut o serie de utilizări în medicina populară antică (și chiar în unele mai moderne) și simbolismul religios. De exemplu, egiptenii antici credeau că salata verde este un simbol al vigorii sexuale și un promotor al iubirii și al nașterii la femei. De asemenea, romanii credeau că salata verde crește potența sexuală. În schimb, grecii antici au conectat planta cu impotența masculină și au servit-o în timpul funeraliilor (probabil datorită rolului său în mitul morții lui Adonis), iar femeile britanice din secolul al XIX-lea credeau că va provoca infertilitate și sterilitate.
Salata verde are proprietăți narcotice ușoare; a fost numită „sleepwort” de către anglo-saxoni din cauza acestui atribut, deși salata verde cultivată contemporan are niveluri mult mai scăzute de substanțe narcotice decât verii săi sălbatici. Acest efect narcotic se datorează unor lactone sesquiterpenice (lactucină și lactucopicrină) care se găsesc în lichidul alb (latex) din tulpinile de salată verde, numit lactucarium sau „opium de salată verde”. În secolul al XIX-lea, englezii preparau tincturi din salată verde deși nu se știe cât de răspândită era practica.
Salata romană este unul dintre elementele simbolice de pe farfuria Seder de Paște evreiesc ca plantă amară (maror).
Unii coloniști americani au susținut că variola ar putea fi prevenită prin ingerarea de salată verde, și o credință iraniană sugera consumul de semințe atunci când suferă de tifoidă. Nu au fost găsite dovezi științifice ale acestor beneficii la om. Simbolismul religios al salatei verzi continuă până în zilele noastre în rândul oamenilor Yazidi din nordul Iracului, care au o interdicție religioasă împotriva consumului acestei plante.